# Cung điện Montelupi

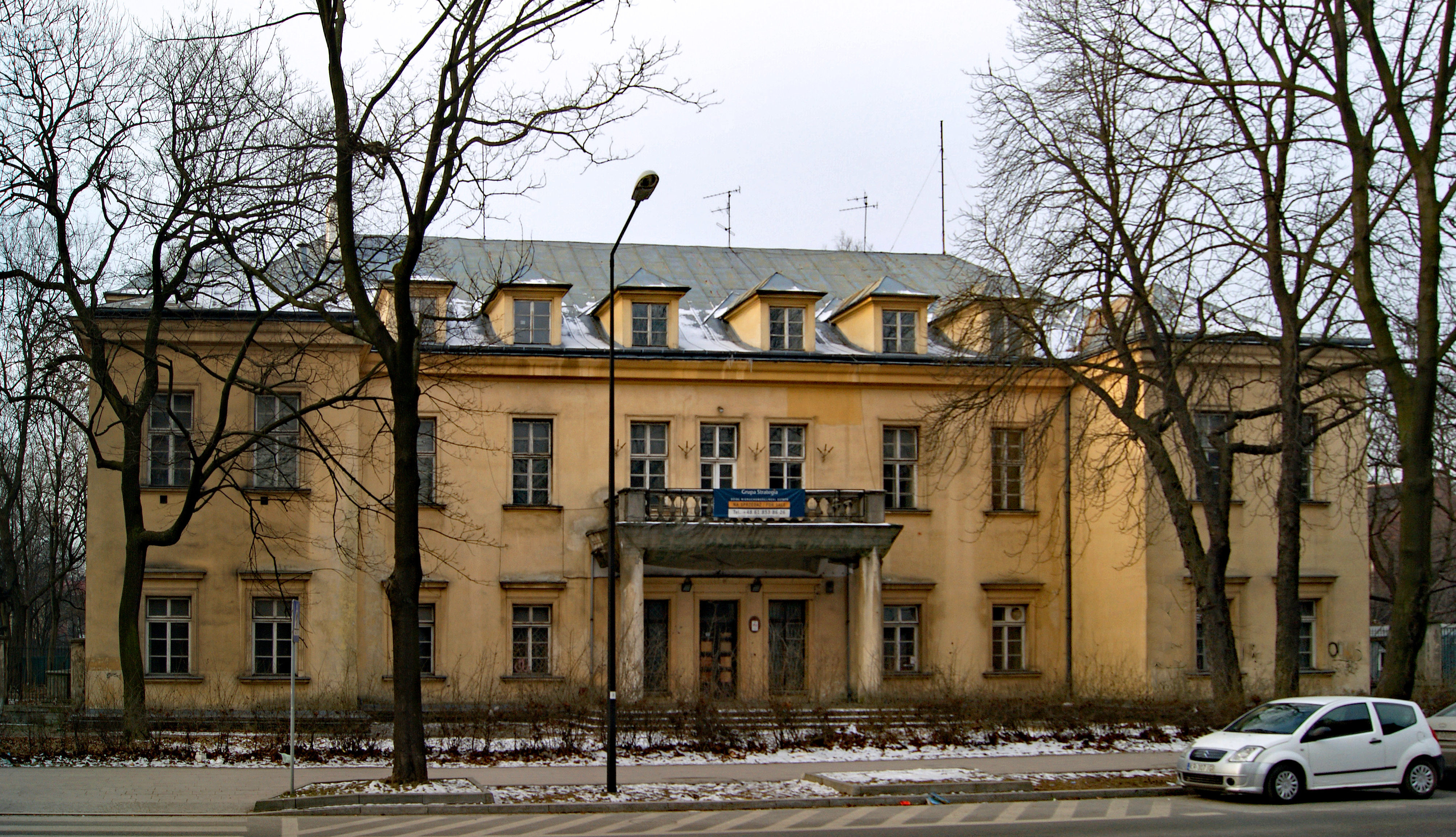
Cung điện Montelupi, còn được gọi là Cung điện trên đường, ở Kraków

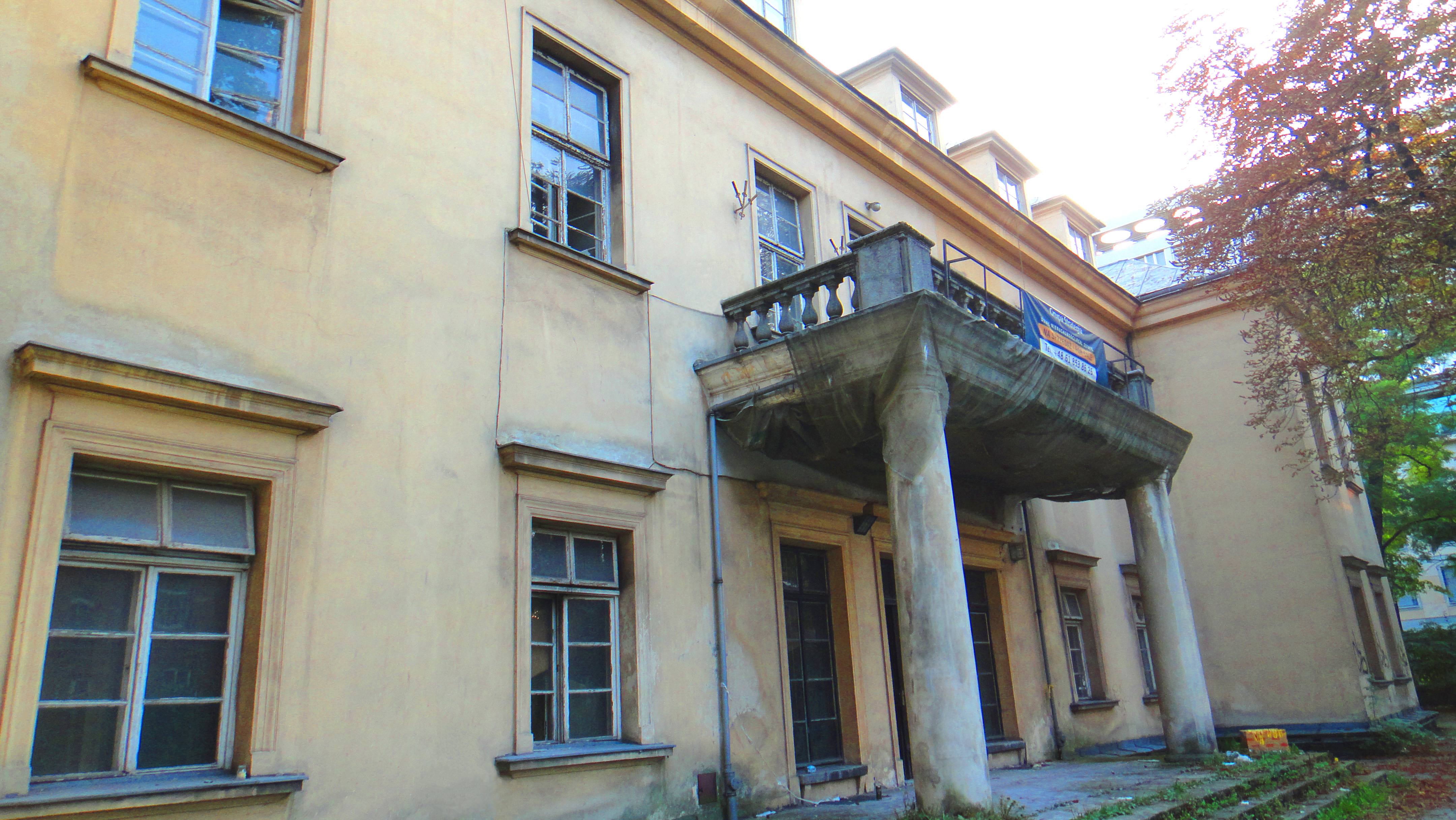
Cung điện Montelupi (Pałac Montelupich, còn được gọi là Pałac Tarnowskich); đối tượng của di sản văn hóa được ghi trong sổ đăng ký của Voivodeship Lesser Ba Lan với số A55 (Kraków)

Cung điện Montelupi, còn được gọi là Cung điện Tarnowski hoặc Cung điện trên đường (tiếng Ba Lan: Pałac na Szlaku hoặc Pałac Montelupich) là một cung điện thế kỷ 17 ở Kraków, Ba Lan. Nó được xây dựng cho gia đình Montelupi, hậu duệ của một thương gia gốc Ý Sebastiano Montelupi, chủ ngân hàng tại triều đình của vua Zygmunt III Waza. Cung điện này sau đó thuộc sở hữu của gia đình quý tộc Tarnowski và những người khác.
Cung điện nằm ở ul. Đường Szlak 71 (được dịch là On the Way) ở Quận Stare Miasto gần trung tâm thành phố. Mặc dù tòa nhà được liệt kê là tượng đài từ năm 1989 trong sổ đăng ký của Voerodeship Lesser Ba Lan, nó đã bị bỏ rơi từ năm 1998, trong khi các thành viên gia đình Tarnowski tiếp tục các hành động tố tụng pháp lý chống lại thành phố vì quyền sở hữu tư nhân.

## Lịch sử nổi bật
Tài liệu thành lập và lần đầu tiên đề cập đến Cung điện có từ năm 1574. Cấu trúc ban đầu mà sau đó đã được mở rộng với những sự mạo hiểm và bia đá mới, từng có các vị vua Ba Lan và các thành viên của các gia đình hoàng gia trong số những vị khách thường xuyên của nó. Từ trước Cung điện, đám rước hoàng gia được sử dụng để bắt đầu, do đó tên phổ biến của nó vào thời đó, nhà xác hoàng gia. Cuộc diễu hành tang lễ của Vua Zygmunt III Waza bắt đầu từ đó vào ngày 4 tháng 2 năm 1633.
Vào khoảng thế kỷ XVI, Cung điện On the Way (hoặc, on the Road) là một trong những nơi cư trú quý tộc nổi bật nhất trong khu vực của Kleparz thuộc thẩm quyền của Szlak. Ban đầu được hoàn thành vào năm 1613 cho gia đình thương gia Montelupi gốc Ý, Cung điện được Dòng Tên mua vào năm 1639; hơn bởi gia đình Badeni năm 1773; và Tarnowskis, vào thế kỷ 19. Nó đã được tân trang lại và mở rộng vào năm 1878 trong các phân vùng nước ngoài của Ba Lan bởi kiến trúc sư địa phương nổi tiếng Antoni Łuszczkiewicz.
Trong cuộc chiến giữa Ba Lan, tòa nhà đã được chuyển đến cho những người cha Salwatorian (Ojcowie Salwatorianie). Trong thời Đức Quốc xã chiếm đóng Ba Lan, nội thất của nó đã bị lửa thiêu rụi. Sau Thế chiến II, tòa nhà được nhà nước cải tạo, và từ năm 1950 là trụ sở của các văn phòng của Đài phát thanh Ba Lan, tổ chức phát thanh truyền hình quốc gia được tài trợ công khai của Ba Lan. Gia đình Tarnowski tiếp quản tài sản vào năm 1998 sau một trận chiến ở tòa án. Vào năm 2005, nó đã được bán cho Kraków Hostel thuộc sở hữu của GD&K của Ireland. Các kế hoạch thiết kế lại Cung điện tiếp theo cũng bị từ chối, và chủ sở hữu nước ngoài, chính thức bắt buộc phải duy trì nó, đã trở thành chủ đề tố tụng của thành phố vào năm 2011 vì bỏ bê nó.